# Neohelota cereopunctata
Neohelota cereopunctata is een keversoort uit de familie Helotidae. De wetenschappelijke naam van de soort is voor het eerst geldig gepubliceerd in 1881 door Lewis.